# Oscar Lindewall
Johan Oscar Lindewall (i riksdagen kallad Lindewall i Bärby), född 7 juni 1847 i Vänge socken, Uppland, död 4 oktober 1905 i Bärby, var en svensk domänintendent och riksdagsman.
Lindewall var domänintendent i Uppsala län. Han var ledamot av riksdagens andra kammare bl.a. mandatperioden 1900-1902, invald i valkretsen Uppsala läns mellersta domsaga.